# Сарро, Альбер
Альбе́р-Пьер Сарро́ (фр. Albert-Pierre Sarraut; 28 июля 1872, Бордо — 26 ноября 1962, Париж) — французский политический деятель, радикал. Премьер-министр Франции в период Третьей Республики с 26 октября по 26 ноября 1933 года и с 24 января по 4 июня 1936 года.

## Биография
Сарро родился в Бордо, департамент Жиронда, Франция.
Он был генерал-губернатором Французского Индокитая, с 1912 по 1919 год (в его аппарате служил в качестве офицера для поручений будущий известный ультраправый политик лидер Французской солидарности Жан Рено).
Сарро удалился из политики после того, как Петен распустил Национальное Собрание в июле 1940 года. Он взял под свой контроль семейную газету, La Depeche de Toulouse, после того как его брат Морис, редактор газеты, был убит французской милицией в 1943 году.
Альбер Сарро скончался в Париже 26 ноября 1962 года, в возрасте 90 лет.

## Первое министерство Сарро (26 октября — 26 ноября 1933)
- Альбер Сарро — председатель Совета Министров и морской министр;
- Альбер Далимье — вице-председатель Совета Министров Совета и министр юстиции;
- Жозеф Поль-Бонкур — министр иностранных дел;
- Эдуард Даладье — военный министр;
- Камиль Шотан — министр внутренних дел;
- Жорж Бонне — министр финансов;
- Абель Гардей — министр бюджета;
- Эжен Фрот — министр труда и условий социального обеспечения;
- Жак Штерн — министр торгового флота;
- Пьер Кот — министр авиации;
- Анатоль де Монзи — министр национального образования;
- Ипполит Дюко — министр пенсий;
- Анри Кей — министр сельского хозяйства;
- Франсуа Пьетри — министр колоний;
- Жозеф Паганон — министр общественных работ;
- Эмиль Лисбон — министр здравоохранения;
- Жан Митле — министр почт, телеграфов и телефонов;
- Лоран Эйнак — министр торговли и промышленности.

## Второе министерство Сарро (24 января — 4 июня 1936)
- Альбер Сарро — председатель Совета Министров и министр внутренних дел;
- Пьер-Этьен Фланден — министр иностранных дел;
- Луи Морен — военный министр;
- Марсель Ренье — министр финансов;
- Людовик-Оскар Фроссар — министр труда;
- Леон Берар — министр юстиции;
- Франсуа Пьетри — морской министр;
- Луи де Шаппеделэн — министр торгового флота;
- Марсель Деа — министр авиации;
- Анри Гуэрню — министр национального образования;
- Рене Бесс — министр пенсий;
- Поль Телье — министр сельского хозяйства;
- Жак Штерн — министр колоний;
- Камиль Шотан — министр общественных работ;
- Луи Николь — министр здравоохранения и физкультуры
- Жорж Мандель — министр почт, телеграфов и телефонов;
- Жорж Бонне — министр торговли и промышленности;
- Жозеф Поль-Бонкур — государственный министр и постоянный делегат Лиги Наций.